# Douglas Tompkins
Douglas Rainsford Tompkins (Conneaut, 20 marzo 1943 – Coyhaique, 8 dicembre 2015) è stato un ambientalista, filantropo, regista e imprenditore statunitense.
Ha acquistato e conservato il possedimento terriero che è diventato la più grande donazione da parte di un privato a qualsiasi governo sudamericano.

## Biografia
Nella metà degli anni '60, assieme a Susie Tompkins Buell, la sua prima moglie, è stato il cofondatore e gestore di due aziende per la produzione di abbigliamento: The North Face e Esprit. Dopo il divorzio e la sua uscita dal mondo degli affari, avvenuta nel 1989, è diventato un attivista nell'ambito della tutela ambientale e della conservazione del territorio. Nel 1968 Tompkins partì per un viaggio di sei mesi in auto dalla California alla Patagonia, insieme a Yvon Chouinard e altri due amici con il quale condivideva l'interesse per l'arrampicata. Stabilirono un nuovo percorso di salita sul Monte Fitzroy e realizzarono un film d'avventura, Mountain of Storms, che racconta la loro esperienza.
Negli anni '90 Tompkins e la sua seconda moglie, Kris McDivitt Tompkins, acquistarono e conservarono oltre 2 milioni di acri (pari a 810.000 ettari) di terre selvagge in Cile e in Argentina, risultando tale proprietà il più esteso possedimento terriero privato nella regione e uno tra i più estesi nel mondo. L'obiettivo dei Tompkins era la creazione di parchi, il recupero della fauna selvatica, l'agricoltura ecologica, l'attivismo e la salvaguardia della biodiversità. La loro attività, che si è realizzata anche attraverso l'organizzazione no-profit Tompkins Conservation, ha portato in totale, fino al 2019, alla conservazione di 14,2 milioni di acri (pari a 5,7 milioni di ettari).
Il film del 2010 180 Degrees South: Conquerors of the Useless racconta le vicende quotidiane di questo viaggio e mette in evidenza il lavoro di conservazione del territorio su cui Tompkins aveva lavorato.

## Premi e riconoscimenti
Nonostante le considerevoli controversie in Cile e in Argentina, il suo impegno per l'ambiente gli ha fatto guadagnare rispetto e riconoscimenti al di fuori del Sud America: nel 2012 la African Rainforest Conservancy ha assegnato a Tompkins e sua moglie il "New Species Award"; nel 2007 la International Conservation Caucus Foundation ha assegnato il premio "Good Steward" a lui e sua moglie, Kris; nel 2008, l'American Alpine Club gli ha assegnato il David R. Brower Award, per il suo impegno nel preservare le regioni montane; nel 2009 Latin Trade lo ha nominato "Leader ambientale dell'anno".
Nel 2007 è stato nominato membro onorario dell'American Society of Landscape Architects, come riconoscimento per la sua attività di restauro di paesaggi danneggiati.
In Brasile Tompkins è stato particolarmente omaggiato durante le celebrazioni dei 30 anni della Società per la Protezione della Fauna Selvatica con il video “A Natureza do Brasil” con immagini di Haroldo Pallo Júnior e pianista brasiliana Salete Chiamulera.